# Stibaera albisparsata
Stibaera albisparsata là một loài bướm đêm trong họ Noctuidae.